# Михайлов-Иванов, Михаил Сильвестрович
Михаил Сильвестрович (Сильверстович) Михайлов-Иванов (Семенюк) (3 ноября 1894 — 27 сентября 1931) — советский партийный и государственный деятель, член Президиума ВСНХ.

## Биография
Родился в селе Райск Гродненской губернии в семье крестьянина-бедняка.
Окончил двухклассное сельскохозяйственное училище. С 14 лет пошёл работать в Одессе в каретную мастерскую. Затем работал на заводе краскотерочных машин и несгораемых касс, на заводе двигателей внутреннего сгорания.
С 1913 года член РСДРП(б). Участвует в забастовках, распространяет газету «Правда». В годы первой мировой войны ведет антивоенную агитацию.
Полиция дважды арестовывала Михаила, но он оба раза он бежал, в последний раз в 1916 г., когда его ожидал военно-полевой суд за организацию забастовок на петроградских заводах «Феникс» и Металлическом.
После Февральской революции становится членом Петроградского Совета от рабочих завода «Сименс — Шуккерт». Был делегатом VI съезда РСДРП(б).
Активный участник Октябрьской революции. В первые годы Советской власти под его руководством создавался Совет народного хозяйства Северной области. Был членом украинского совнархоза, работал в профсоюзах и на транспорте.
В 1920—1927 годах возглавлял вначале Петрогубметалл, в 1927—1931 годах глава Петроградского машиностроительного треста, налаживал производство паровых котлов, текстильного оборудования, первых советских тракторов и турбин.
С 1927 года кандидат в члены ЦК ВКП(б). Член ВЦИК. В 1927-31 годах член Президиума ВСНХ СССР.
С 1 января 1931 года — председатель Всесоюзного автотракторного объединения. Под его руководством строятся заводы АМО и Харьковский тракторный.
6 мая 1931 года Приказом ВСНХ СССР был командирован (изначально на 1 месяц) на Сталинградский тракторный завод, который возглавлял вплоть до смерти. Президиум ВСНХ СССР поручил ему оставаться на заводе и непосредственно руководить «ликвидацией прорыва» в нём, пока выпуск тракторов не достигнет 100 машин в день (задание было выполнено 24 сентября 1931 года). В конце августа Михайлов-Иванов заболел брюшным тифом и в ночь на 27 сентября скончался в Сталинграде.
Похоронен 1 октября 1931 года в Кремлёвской стене в Москве.

## Ссылка
- Михайлов-Иванов // Большая советская энциклопедия : [в 30 т.] / гл. ред.  А. М. Прохоров. — 3-е изд. — М. : Советская энциклопедия, 1969—1978.